# فدور اوزپ
فِدور اوزپ یا فئودور الکساندرُویچ اوتزِپ (روسی: Фёдор Александрович Оцеп؛ ۹ فوریهٔ ۱۸۹۵ – ۲۰ ژوئن ۱۹۴۹) کارگردان و فیلم‌نامه‌نویس آمریکایی-روسی بود.
از فیلم‌ها یا برنامه‌های تلویزیونی که وی در آن نقش داشته است می‌توان به تب شطرنج اشاره کرد.